# Alex R. Hibbert
Alex R. Hibbert (nascido em 4 de julho de 2004) é um ator americano. Ele é mais conhecido por interpretar "Little" em Moonlight (2016) e Kevin Williams em The Chi.

## Juventude
Hibbert nasceu na Cidade de Nova Iorque e se mudou com sua mãe para Miami, Flórida, em 2011. Hibbert frequentou a Norland Middle School em Miami Gardens.

## Carreira
Em 2016, o professor de teatro do ensino médio de Hibbert sugeriu que ele fizesse um teste para o filme Moonlight, que estava sendo filmado em Miami. Hibbert foi escalado como "Little", a iteração mais jovem do protagonista do filme, Chiron.
Em 2017, ele foi escalado para a série da Showtime The Chi como Kevin Williams.
Em 2023, foi escalado como Ed2, filho do protagonista Ed, em Good Burger 2.

## Filmografia

### Cinema
| Ano  | Título        | Personagem              |
| ---- | ------------- | ----------------------- |
| 2016 | Moonlight     | Little                  |
| 2018 | Black Panther | Jovem garoto de Oakland |
| 2023 | Story Ave     | Maurice Moe Hernandeez  |
| 2023 | The Graduates | Ben                     |
| 2023 | Good Burger 2 | Ed 2                    |

### Televisão
| Ano       | Título  | Personagem     | Notas           |
| --------- | ------- | -------------- | --------------- |
| 2018–2023 | The Chi | Kevin Williams | Papel principal |